# Paramenexenus subalienus
Paramenexenus subalienus är en insektsart som beskrevs av Ludwig Redtenbacher 1908. Paramenexenus subalienus ingår i släktet Paramenexenus och familjen Diapheromeridae. Inga underarter finns listade i Catalogue of Life.